# Tràcia (tema)
El tema de Tràcia (en grec medieval θέμα Θρᾴκης o θέμα Θρᾳκῷον) va ser un tema o divisió civil i militar de l'Imperi Romà d'Orient situada al sud-est de la península balcànica i que comprenia de manera variable la Regió de Tràcia al llarg de la seva història.

## Història
Es considera tradicionalment que el tema (inicialment un simple comandament militar) es va establir cap al 680, en resposta a l'amenaça búlgara d'Asparukh Khan, segons sembla per la menció d'un patrici de nom Teodor, comes d'Opsícion i hipoestrateg de Tràcia el 680/681. Però aquesta menció no permet determinar amb certesa si Tràcia existia ja com un comandament independent, i Teodor ocupava els dos càrrecs, o si forma part administrativament d'Opsícion. De fet, només apareixen estrategs propis de Tràcia en fonts literàries el 742, i no es coneixen segells dels estrateg fins al segle viii. Als seus inicis, Adrianòpolis era probablement la capital del tema.
Amb l'emperadriu Irene d'Atenes, a finals del segle viii, el tema es va dividir. La part occidental va constituir el tema de Macedònia. Es va instal·lar la capital a Arcadiòpolis, i es van nomenar turmarques subordinats a Vice i a Sozòpol. Existia també un turmarca de Tràcia, probablement l'assistent dels estrategs d'Arcadiòpolis. Els geògrafs àrabs del segle ix i x Ibn Khurradàdhbih i Ibn al-Faqih descriuen el tema com a estès «des del llarg mur» (el Makros Tikhos o mur d'Anastasi) fins al tema de Macedònia, i pel nord fins al país dels búlgars, amb deu fortaleses i 5.000 homes. Les fronteres del tema van anar variant a la frontera nord de l'Imperi durant les guerres amb els búlgars. En els seus inicis, el tema incloïa probablement la major part de l'antiga província romana de Tràcia, tret de la regió situada al llarg del Danubi, ocupada pels búlgars, però després de les conquestes de Krum, Omurtag de Bulgària i Simeó I el Gran, la frontera es va desplaçar gradualment cap al sud de la Serralada dels Balcans i correspondria aproximadament a la línia actual formada per la frontera búlgara amb Grècia i Turquia. Al tombant del segle x, el tema incloïa essencialment la meitat oriental de la Tràcia oriental moderna, encara que s'estenia al nord al llarg de la costa fins a Anquíalos.
Des del segle xi, Tràcia i Macedònia semblen estar lligades administrativament, com ho demostren molts estrategs i jutges (kritai) que tenien la jurisdicció sobre els dos temes. El nom va perdre sentit administratiu en el període dels Paleòlegs, però encara es troba entre alguns historiadors de l'època com a nom arcaic.